# Fußball-Bundesliga 2012-2013 (Austria)
La Fußball-Bundesliga 2012-2013 (chiamata ufficialmente tipp-3 Bundesliga powered by T-Mobile per motivi di sponsorizzazione) è stata la 101ª edizione del campionato di calcio austriaco.
La stagione è iniziata il 21 luglio 2012 ed è terminata il 26 maggio 2013; la pausa invernale, cominciata il 15 dicembre 2012, è terminata il 16 febbraio 2013.
Capocannoniere del torneo è stato Philipp Hosiner con 32 gol.

## Stagione

### Novità
Il Wolfsberger, vincitore della Erste Liga 2011-2012, fa il suo esordio nel massimo campionato nazionale.

### Formula
Grazie all'ingresso della Bundesliga tra i 15 campionati più competitivi d'Europa, in questa stagione i posti disponibili per la Champions League sono divenuti due. La terza e la quarta classificata accedono invece all'Europa League, unitamente alla vincitrice della ÖFB-Cup.

### Avvenimenti
Il campionato parte sabato 21 luglio 2012 con tre anticipi: alle ore 16:00 i campioni in
carica del Salisburgo affrontano lo Sturm Graz al Graz-Liebenau, ottenendo una vittoria per 2-0. Alle 18:30 dello stesso giorno il Rapid Vienna affronta il Wacker Innsbruck (4-0) ed il Mattersburg ospita il Wiener Neustadt (2-0). La partita Wolfsberger-Austria Vienna, che costituisce l'esordio assoluto del neopromosso Wolfsberger nella massima serie austriaca di calcio, con inizio alle 18:30, viene rinviata a causa della forte pioggia. La prima giornata viene completata domenica 22 luglio con le sfide Admira Wacker Mödling-Ried (0-2). Martedì 25 si gioca il recupero della partita della Lavanttal Arena, con la vittoria in trasferta dei violette per 1-0. Il primo derby di Vienna va in scena il 5 agosto al Gerhard Hanappi Stadion e vede la vittoria in trasferta dell'Austria Vienna per 3-0, lasciando al Salisburgo la prima vetta solitaria della classifica. Una settimana più tardi i salisburghesi vengono ripresi dal Rapid, che espugna il Wals-Siezenheim (2-0) ponendo fine alla serie di 17 risultati utili consecutivi dei padroni di casa in campionato. L'ultima sconfitta risaliva al 3 marzo 2012, in casa contro il Mattersburg (0-1), mentre proprio contro il Rapid era cominciata la striscia positiva, il 10 marzo (3-1).
Con questa vittoria, i viennesi raggiungono in vetta alla classifica, oltre alla squadra della Red Bull, anche il Ried (vincitore per 3-2 a Wiener Neustadt) e l'Austria Vienna (1-0 all'Admira Wacker Mödling). Prima vittoria per il Wacker Innsbruck che rimonta in casa il Mattersburg, lasciando all'ultimo posto solitario il Wiener Neustadt.

## Squadre partecipanti
| Club             | Città            | Stadio                 | Posizione 2011-2012    | Dettaglio |
| ---------------- | ---------------- | ---------------------- | ---------------------- | --------- |
| Admira Wacker M. | Mödling          | Bundesstadion Südstadt | 3º posto               | 2012-2013 |
| Austria Vienna   | Vienna           | Franz Horr             | 4º posto               | 2012-2013 |
| Mattersburg      | Mattersburg      | Pappelstadion          | 8º posto               | 2012-2013 |
| Rapid Vienna     | Vienna           | Gerhard Hanappi        | 2º posto               | 2012-2013 |
| Salisburgo       | Salisburgo       | Wals-Siezenheim        | Campione d'Austria     | 2012-2013 |
| Ried             | Ried im Innkreis | Keine Sorgen Arena     | 6º posto               | 2012-2013 |
| Sturm Graz       | Graz             | Graz-Liebenau          | 5º posto               | 2012-2013 |
| Wacker Innsbruck | Innsbruck        | Tivoli-Neu             | 7º posto               | 2012-2013 |
| Wiener Neustadt  | Wiener Neustadt  | Wr. Neustädter         | 9º posto               | 2012-2013 |
| Wolfsberger      | Wolfsberg        | Lavanttal Arena        | 1º posto in Erste Liga | 2012-2013 |

## Allenatori

### Tabella riassuntiva
| Club             | Allenatore          | In carica da     |
| ---------------- | ------------------- | ---------------- |
| Admira Wacker M. | Dietmar Kühbauer    | 26 aprile 2010   |
| Austria Vienna   | Peter Stöger        | 11 giugno 2012   |
| Mattersburg      | Franz Lederer       | 17 novembre 2004 |
| Rapid Vienna     | Peter Schöttel      | 1º giugno 2011   |
| Ried             | Gerhard Schweitzer  | 6 novembre 2012  |
| Salisburgo       | Roger Schmidt       | 1º luglio 2012   |
| Sturm Graz       | Peter Hyballa       | 1º giugno 2012   |
| Wacker Innsbruck | Roland Kirchler     | 14 ottobre 2012  |
| Wiener Neustadt  | Heimo Pfeifenberger | 30 maggio 2012   |
| Wolfsberger      | Nenad Bjelica       | 10 maggio 2010   |

### Allenatori esonerati, dimessi e subentrati
- Wacker Innsbruck: esonerato Walter Kogler (il 10 ottobre 2012) - subentrato Werner Löberbauer (ad interim) - subentrato Roland Kirchler (il 14 ottobre 2012)[15]
- Ried: esonerato Heinz Fuchsbichler (il 6 novembre 2012) - subentrato Gerhard Schweitzer (come allenatore ad interim)[16] - subentrato Michael Angerschmid (il 9 dicembre 2012[17])
- Rapid Vienna: esonerato Peter Schöttel (il 17 aprile 2013) - subentrato Zoran Barišić (ad interim[18])
- Sturm Graz: esonerato Peter Hyballa (il 22 aprile 2013) - subentrato Markus Schopp (ad interim[19])

## Classifica finale
|                    | Pos. | Squadra          | Pt | G  | V  | N  | P  | GF | GS | DR  |
| ------------------ | ---- | ---------------- | -- | -- | -- | -- | -- | -- | -- | --- |
| Austria (bandiera) | 1.   | Austria Vienna   | 82 | 36 | 25 | 7  | 4  | 84 | 31 | +53 |
|                    | 2.   | Salisburgo       | 77 | 36 | 22 | 11 | 3  | 91 | 39 | +52 |
|                    | 3.   | Rapid Vienna     | 57 | 36 | 16 | 9  | 11 | 57 | 39 | +18 |
|                    | 4.   | Sturm Graz       | 48 | 36 | 13 | 9  | 14 | 49 | 56 | −7  |
|                    | 5.   | Wolfsberger      | 47 | 36 | 12 | 11 | 13 | 53 | 56 | −3  |
|                    | 6.   | Ried             | 46 | 36 | 13 | 7  | 16 | 60 | 59 | +1  |
|                    | 7.   | Wiener Neustadt  | 36 | 36 | 9  | 9  | 18 | 32 | 61 | −29 |
|                    | 8.   | Wacker Innsbruck | 36 | 36 | 11 | 3  | 22 | 41 | 75 | −34 |
|                    | 9.   | Admira Wacker M. | 35 | 36 | 9  | 8  | 19 | 47 | 68 | −21 |
|                    | 10.  | Mattersburg      | 35 | 36 | 9  | 8  | 19 | 36 | 67 | −31 |

Legenda:

      Campione d'Austria e ammessa alla UEFA Champions League 2013-2014

      Ammessa alla UEFA Champions League 2013-2014

      Ammesse alla UEFA Europa League 2013-2014
      Retrocesse in Erste Liga 2013-2014
Note:

Tre punti a vittoria, uno a pareggio, zero a sconfitta.
In caso di arrivo di due o più squadre a pari punti, la graduatoria verrà stilata secondo la classifica avulsa tra le squadre interessate che prevede, in ordine, i seguenti criteri:
- Punti negli scontri diretti
- Differenza reti negli scontri diretti
- Differenza reti generale
- Reti realizzate in generale
- Sorteggio

### Verdetti
- Austria Vienna Campione d'Austria 2012-2013 e qualificata al terzo turno preliminare della UEFA Champions League 2013-2014.
- Salisburgo qualificato al terzo turno preliminare della UEFA Champions League 2013-2014.
- Rapid Vienna qualificato al terzo turno preliminare della UEFA Europa League 2013-2014,  Sturm Graz qualificato al secondo turno preliminare.
- Mattersburg retrocesso in Erste Liga 2013-2014.

### Squadra campione
| Formazione tipo | Giocatori (presenze) |
| --- | -------------------- |
| Lindner Suttner Ortlechner Rogulj Dilaver Holland Mader Gorgon Jun Kienast Hosiner |                      |
| Heinz Lindner (36) |                      |
| Markus Suttner (35) |                      |
| Manuel Ortlechner (36) |                      |
| Kaja Rogulj (29) |                      |
| Emir Dilaver (26) |                      |
| James Holland (34) |                      |
| Florian Mader (30) |                      |
| Alexander Gorgon (31) |                      |
| Tomáš Jun (33) |                      |
| Roman Kienast (29) |                      |
| Philipp Hosiner (30) |                      |
| Altri giocatori: Tomáš Šimkovič (28), Alexander Grünwald (26), Marko Stanković (26), Fabian Koch (21), Dare Vršič (17), Lukas Rotpuller (9), Thomas Murg (7), Roland Linz (7), Nacer Barazite (5), Georg Margreitter (3), Marin Leovac (2), Srđan Spiridonović (2). |                      |

## Risultati

### Tabellone
|                  | Adm  | Aus  | Mat  | Rap  | Rie  | Sal  | Stu  | Wac  | Wie  | Wol  |
| ---------------- | ---- | ---- | ---- | ---- | ---- | ---- | ---- | ---- | ---- | ---- |
| Admira Wacker    | –––– | 4-6  | 5-1  | 0-2  | 0-2  | 4-4  | 1-2  | 4-1  | 4-0  | 1-1  |
| Austria Vienna   | 1-0  | –––– | 3-1  | 2-0  | 6-1  | 0-1  | 0-1  | 2-0  | 3-0  | 1-1  |
| Mattersburg      | 3-0  | 2-4  | –––– | 0-3  | 2-1  | 1-3  | 3-1  | 1-2  | 2-0  | 1-1  |
| Rapid Vienna     | 0-0  | 0-3  | 3-0  | –––– | 4-3  | 2-0  | 3-0  | 4-0  | 1-1  | 0-2  |
| Ried             | 1-1  | 0-1  | 6-1  | 0-2  | –––– | 3-1  | 0-1  | 2-0  | 3-1  | 0-2  |
| Salisburgo       | 5-0  | 0-0  | 3-2  | 0-2  | 1-1  | –––– | 3-2  | 2-0  | 1-1  | 4-1  |
| Sturm Graz       | 3-2  | 1-1  | 0-0  | 2-1  | 3-1  | 0-2  | –––– | 3-0  | 3-1  | 4-1  |
| Wacker Innsbruck | 1-2  | 0-3  | 2-1  | 0-2  | 1-0  | 0-4  | 0-3  | –––– | 2-3  | 0-1  |
| Wiener Neustadt  | 2-1  | 0-2  | 0-0  | 0-1  | 2-3  | 0-3  | 1-1  | 0-1  | –––– | 2-1  |
| Wolfsberger      | 1-1  | 0-1  | 0-1  | 1-0  | 2-5  | 0-2  | 1-1  | 2-2  | 6-0  | –––– |

|                  | Adm  | Aus  | Mat  | Rap  | Rie  | Sal  | Stu  | Wac  | Wie  | Wol  |
| ---------------- | ---- | ---- | ---- | ---- | ---- | ---- | ---- | ---- | ---- | ---- |
| Admira Wacker    | –––– | 0-2  | 1-0  | 0-2  | 0-3  | 1-1  | 3-0  | 4-3  | 1-2  | 0-1  |
| Austria Vienna   | 4-0  | –––– | 4-0  | 2-2  | 3-1  | 1-1  | 3-1  | 4-0  | 3-1  | 0-4  |
| Mattersburg      | 0-1  | 0-4  | –––– | 2-0  | 1-0  | 1-2  | 0-0  | 1-2  | 1-0  | 3-1  |
| Rapid Vienna     | 1-1  | 1-2  | 2-2  | –––– | 3-0  | 1-3  | 1-1  | 2-1  | 2-0  | 0-0  |
| Ried             | 4-1  | 1-3  | 1-1  | 3-2  | –––– | 2-2  | 1-2  | 3-0  | 2-1  | 1-1  |
| Salisburgo       | 2-1  | 3-0  | 7-0  | 3-3  | 2-2  | –––– | 3-0  | 3-1  | 3-1  | 6-2  |
| Sturm Graz       | 1-2  | 1-1  | 2-2  | 1-3  | 1-1  | 1-1  | –––– | 3-2  | 0-3  | 1-3  |
| Wacker Innsbruck | 3-1  | 0-3  | 2-0  | 1-1  | 2-0  | 2-3  | 2-1  | –––– | 1-0  | 2-3  |
| Wiener Neustadt  | 3-0  | 0-0  | 0-0  | 1-0  | 0-0  | 1-0  | 1-0  | 2-2  | –––– | 2-0  |
| Wolfsberger      | 0-0  | 3-6  | 1-0  | 2-1  | 1-3  | 1-1  | 3-0  | 2-3  | 1-1  | –––– |

## Statistiche

### Squadre

#### Capoliste solitarie
- Dalla 3ª alla 4ª giornata:  Salisburgo
- Dalla 5ª alla 9ª giornata:  Austria Vienna
- Dalla 9ª alla 10ª giornata:  Rapid Vienna
- Dalla 10ª alla 12ª giornata:  Salisburgo
- Dalla 13ª alla 36ª giornata:  Austria Vienna

#### Record
- Maggior numero di vittorie:  Austria Vienna (25)
- Minor numero di sconfitte:  Salisburgo (3)
- Migliore attacco:  Salisburgo (91 gol fatti)
- Miglior difesa:  Austria Vienna (31 gol subiti)
- Miglior differenza reti:  Austria Vienna (+53)
- Maggior numero di pareggi:  Salisburgo,  Wolfsberger (11)
- Minor numero di pareggi:  Wacker Innsbruck (3)
- Minor numero di vittorie:  Wiener Neustadt,  Admira Wacker M.,  Mattersburg (9)
- Maggior numero di sconfitte:  Wacker Innsbruck (22)
- Peggiore attacco:  Wiener Neustadt (32 gol fatti)
- Peggior difesa:  Wacker Innsbruck (75 gol subiti)
- Peggior differenza reti:  Wacker Innsbruck (-34)

### Individuali

#### Classifica marcatori
| Gol |  |  | Giocatore           | Squadra                                  |
| --- |  |  | ------------------- | ---------------------------------------- |
| 32  |  |  | Philipp Hosiner     | Admira Wacker M. (5) Austria Vienna (27) |
| 26  |  |  | Jonathan Soriano    | Salisburgo                               |
| 16  |  |  | Sadio Mané          | Salisburgo                               |
| 15  |  |  | René Gartler        | Ried                                     |
| 15  |  |  | Deni Alar           | Rapid Vienna                             |
| 13  |  |  | Terrence Boyd       | Rapid Vienna                             |
| 12  |  |  | Richard Sukuta-Pasu | Sturm Graz                               |
| 11  |  |  | Alan                | Salisburgo                               |
| 11  |  |  | Mihret Topčagić     | Wolfsberger                              |
| 11  |  |  | Robert Žulj         | Ried                                     |

- Capocannoniere: Philipp Hosiner (32 reti)
- Maggior numero di presenze: Heinz Lindner e Manuel Ortlechner (36)
- Maggior numero di minuti giocati: Lindner ed Ortlechner (3240)
- Maggior numero di cartellini gialli ricevuti: Michele Polverino e Michael Madl (13)
- Maggior numero di cartellini ricevuti: Polverino (14)

### Arbitri
Di seguito è indicata, in ordine alfabetico, la lista degli arbitri che prendono parte alla Bundesliga 2012-2013. Tra parentesi è riportato il numero di incontri diretti.
- Alexander Harkam (17)
- Robert Schörgenhofer (16)
- Christian Dintar (14)
- Oliver Drachta (14)
- Gerhard Grobelnik (14)
- Markus Hameter (14)
- Manfred Krassnitzer (14)
- Harald Lechner (14)
- René Eisner (13)
- Manuel Schüttengruber (13)

- Dieter Muckenhammer (11)
- Dominik Ouschan (11)
- Thomas Prammer (9)
- Sascha Amhof (1)
- Alain Bieri (1)
- Sascha Kever (1)
- Stephan Klossner (1)
- Michael Schmid (1)
- Manfred Schüttengruber (1)

### Partite
- Più gol (10):  Admira Wacker M.- Austria Vienna 4-6, 27 ottobre 2012
- Maggiore scarto di gol:  Salisburgo- Mattersburg 7-0, 2013 (+7)